# The Fatal Photo
Pour plus de détails, voir Fiche technique et Distribution.
The Fatal Photo est un film américain réalisé par Richard Thorpe, sorti en 1923.

## Synopsis
Inconnu.

## Fiche technique
- Titre original : The Fatal Photo
- Réalisation : Richard Thorpe
- Photographie : Charles E. Gilson
- Production : C.C. Burr
- Société de production : All Star Comedies
- Société de distribution : W.W. Hodkinson
- Pays de production :  États-Unis
- Langue originale : anglais
- Format : noir et blanc — 35 mm — 1,37:1 — Film muet
- Genre : Comédie
- Durée : 2 bobines - 600 m
- Dates de sortie :
  - États-Unis : 25 février 1923

## Distribution
- Raymond McKee : Jimmy Jerrod
- Mary Anderson : Mary Hinkle
- Charles Murray : "Pa" Hinkle